# Canton du Seignanx
Le canton du Seignanx est une circonscription électorale française du département des Landes.

## Histoire
Un nouveau découpage territorial des Landes entre en vigueur à l'occasion des élections départementales de 2015. Il est défini par le décret du 18 février 2014, en application des lois du 17 mai 2013 (loi organique 2013-402 et loi 2013-403). Les conseillers départementaux sont, à compter de ces élections, élus au scrutin majoritaire binominal mixte. Les électeurs de chaque canton élisent au Conseil départemental, nouvelle appellation du Conseil général, deux membres de sexe différent, qui se présentent en binôme de candidats. Les conseillers départementaux sont élus pour 6 ans au scrutin binominal majoritaire à deux tours, l'accès au second tour nécessitant 12,5 % des inscrits au 1er tour. En outre la totalité des conseillers départementaux est renouvelée. Ce nouveau mode de scrutin nécessite un redécoupage des cantons dont le nombre est divisé par deux avec arrondi à l'unité impaire supérieure si ce nombre n'est pas entier impair, assorti de conditions de seuils minimaux. Dans les Landes, le nombre de cantons passe ainsi de 30 à 15.
Le canton du Seignanx est formé des 8 communes de l'ancien canton de Saint-Martin-de-Seignanx. Il est entièrement inclus dans l'arrondissement de Dax. Le bureau centralisateur est situé à Saint-Martin-de-Seignanx.

## Représentation
| Période élective | Période élective | Mandat | Mandat   | Identité          | Nuance | Nuance | Qualité |
| ---------------- | ---------------- | ------ | -------- | ----------------- | ------ | ------ | --- |
| 2015             | 2021             | 2015   | 2021     | Eva Belin         |        | FG     | Employée de la CPAM, Maire d'Ondres depuis 2020 |
| 2015             | 2021             | 2015   | 2021     | Jean-Marc Lespade |        | PCF    | Fonctionnaire territorial Maire de Tarnos depuis 2004 |
| 2021             | 2028             | 2021   | en cours | Eva Belin         |        | PCF    | Maire d'Ondres 2ème Vice-Présidente de la communauté de communes du Seignanx (2020-) 6ème Vice-Présidente du Conseil départemental des Landes (2021-), chargée de l'économie sociale et solidaire |
| 2021             | 2028             | 2021   | en cours | Jean-Marc Lespade |        | PCF    | Maire de Tarnos (2004-2024) Vice-Président de la communauté de communes du Seignanx (2020-) |

### Résultats détaillés

#### Élections de mars 2015
À l'issue du 1er tour des élections départementales de 2015, deux binômes sont en ballottage : Eva Belin et Jean-Marc Lespade (FG, 30,51 %) et Lionel Causse et Isabelle Dufau (PS, 28,56 %). Le taux de participation est de 53,98 % (10 781 votants sur 19 974 inscrits) contre 57,2 % au niveau départemental et 50,17 % au niveau national.
Au second tour, Eva Belin et Jean-Marc Lespade (FG) sont élus avec 100 % des suffrages exprimés et un taux de participation de 41,57 % (4 471 voix pour 8 303 votants et 19 975 inscrits).

#### Élections de juin 2021
Le premier tour des élections départementales de 2021 est marqué par un très faible taux de participation (33,26 % au niveau national). Dans le canton du Seignanx, ce taux de participation est de 36,37 % (8 010 votants sur 22 022 inscrits) contre 40,28 % au niveau départemental. À l'issue de ce premier tour, deux binômes sont en ballottage : Eva Belin et Jean-Marc Lespade (Union à gauche, 52,13 %) et Olivier Barrière et Mylène Larrieu (DVC, 28,98 %).
Le second tour des élections est marqué une nouvelle fois par une abstention massive équivalente au premier tour. Les taux de participation sont de 34,36 % au niveau national, 40,68 % dans le département et 37,18 % dans le canton du Seignanx. Eva Belin et Jean-Marc Lespade (Union à gauche) sont élus avec 57,38 % des suffrages exprimés (4 360 voix pour 8 188 votants et 22 024 inscrits),,.

## Composition
Le canton du Seignanx comprend huit communes.
| Nom                                              | Code Insee | Intercommunalité | Superficie (km2) | Population (dernière pop. légale) | Densité (hab./km2) | Modifier                                    |
| ------------------------------------------------ | ---------- | ---------------- | ---------------- | --------------------------------- | ------------------ | ------------------------------------------- |
| Saint-Martin-de-Seignanx (bureau centralisateur) | 40273      | CC du Seignanx   | 45,35            | 6 123 (2022)                      | 135                | modifier les données · modifier les données |
| Biarrotte                                        | 40042      | CC du Seignanx   | 4,90             | 350 (2022)                        | 71                 | modifier les données · modifier les données |
| Biaudos                                          | 40044      | CC du Seignanx   | 15,59            | 1 022 (2022)                      | 66                 | modifier les données · modifier les données |
| Ondres                                           | 40209      | CC du Seignanx   | 15,13            | 6 194 (2022)                      | 409                | modifier les données · modifier les données |
| Saint-André-de-Seignanx                          | 40248      | CC du Seignanx   | 19,49            | 1 913 (2022)                      | 98                 | modifier les données · modifier les données |
| Saint-Barthélemy                                 | 40251      | CC du Seignanx   | 5,66             | 421 (2022)                        | 74                 | modifier les données · modifier les données |
| Saint-Laurent-de-Gosse                           | 40268      | CC du Seignanx   | 17,39            | 735 (2022)                        | 42                 | modifier les données · modifier les données |
| Tarnos                                           | 40312      | CC du Seignanx   | 26,26            | 12 900 (2022)                     | 491                | modifier les données · modifier les données |
| Canton du Seignanx                               | 4015       |                  | 149,77           | 29 658 (2022)                     | 198                | modifier les données                        |

## Démographie
En 2022, le canton comptait 29 658 habitants, en évolution de +10,56 % par rapport à 2016 (Landes : +5,78 %, France hors Mayotte : +2,11 %).
| 2013   | 2018   | 2022   |
| ------ | ------ | ------ |
| 25 751 | 27 605 | 29 658 |